# Krystyna Wróblewska (graficzka)
Krystyna Maria Karolina Wróblewska, z d. Hirschberg (ur. 4 marca 1904 w Warszawie, zm. 4 grudnia 1994 w Krakowie) – polska graficzka i malarka.

## Życiorys
Absolwentka Wydziału Sztuk Pięknych Uniwersytetu Stefana Batorego, na którym kształciła się pod kierunkiem m.in. Ludomira Sleńdzińskiego i Jerzego Hoppena (dyplom w 1937). Należała do „Grupy Wileńskiej”. Członek PAN oraz Związku Polskich Artystów Plastyków.
Po małżeństwie z Bronisławem Wróblewskim mieszkała w Wiżulanach, gdzie freskami i malowidłami ozdobiła ściany rodzinnego pałacyku. Wiżulany opuściła na początku 1945. Po 1945 związana z Krakowem, podejmując tam aktywną działalność artystyczno-pedagogiczną; m.in. jako wykładowca na Wydziale Architektury Politechniki Krakowskiej oraz przewodnicząca formacji artystycznej „Grupa Dziewięciu Grafików” (1947–1960). Droga twórcza artystki związana była głównie z tradycjami: klasycyzmu, realizmu i ekspresjonizmu oraz techniką drzeworytu. Zasłynęła także ekslibrisami wystawianymi na całym świecie.
W 1973 została uhonorowana Nagrodą Miasta Krakowa za całokształt działalności artystycznej i działalności w dziedzinie popularyzacji grafiki krakowskiej w kraju i za granicą, a w szczególności za współudział w powołaniu i kontynuowaniu akcji „Najlepsza grafika miesiąca”.

### Małżeństwo i dzieci
Była żoną rektora Uniwersytetu Wileńskiego – Bronisława Wróblewskiego. Miała z nim dwóch synów: Jerzego – prawnika i Andrzeja – malarza.